# Moc znamionowa
Moc znamionowa (ang. nominal power) – wartość znamionowa mocy, przy której urządzenie pracuje prawidłowo i zgodnie z normami lub zaleceniami producenta. Wartość ta zazwyczaj podawana jest na tabliczce znamionowej zamocowanej na obudowie urządzenia razem z innymi parametrami istotnymi dla pracy danego urządzenia. Zazwyczaj oznaczana jest symbolem {\displaystyle P_{N}} i podawana w watach [W] lub koniach mechanicznych [KM].

## Moc znamionowarezystora
Moc znamionowa rezystora jest to największa dopuszczalna moc wydzielana na rezystorze w czasie pracy ciągłej przy temperaturze otoczenia mniejszej niż +70 °C (dla niektórych typów +40 °C).
Wartości mocy znamionowej są znormalizowane. Odpowiedni szereg posiada następujące wartości – 0,125; 0,25; 0,5; 1; 2 [W] itd.

## Moc znamionowazasilacza
Moc znamionowa zasilacza jest to moc, którą zasilacz może dostarczać w sposób ciągły przy jednoczesnym zachowaniu pełnej wydajności i wszystkich parametrów zawartych w katalogu i dopuszczeniach bez przekroczenia dozwolonej temperatury.

## Moc znamionowasilnika
Moc znamionowa silnika jest to moc użyteczna, wydawana na wale silnika. W przypadku silników elektrycznych zaprojektowanych do pracy dorywczej lub przerywanej określa się kilka różnych wielkości mocy znamionowych – zależnie od przyjętego cyklu pracy i cyklu postoju silnika. Dla silników elektrycznych wyróżnia się także moc czynną znamionową pobieraną, w przypadku silników trójfazowych wyrażaną wzorem:
{\displaystyle P_{1N}={\sqrt {3}}\,U_{1Np}I_{1N}\cos \varphi _{N}=3\,U_{1Nf}I_{1N}\cos \varphi _{N},}
gdzie:
{\displaystyle P_{1N}} – moc czynna,
{\displaystyle U_{1Np}} – napięcie przewodowe (międzyfazowe),
{\displaystyle U_{1Nf}} – napięcie fazowe,
{\displaystyle I_{1N}} – natężenie prądu,
{\displaystyle \varphi _{N}} – kąt przesunięcia fazowego pomiędzy napięciem i prądem,
oraz moc na wale wynoszącą:
{\displaystyle P_{MN}=P_{1N}\,\eta =M_{MN}\,\omega _{n},}
gdzie:
{\displaystyle \eta } – sprawność silnika,
{\displaystyle P_{MN}} – moc mechaniczna na wale,
{\displaystyle \omega _{n}} – prędkość kątowa znamionowa [rad/s]; {\displaystyle \omega =\pi n_{n}/30;} {\displaystyle n_{n}} – prędkość obrotowa znamionowa [obr./min].
Moc mechaniczna na wale silnika jest wyrażona w kilowatach [kW] i powinna się znajdować na tabliczce znamionowej. W krajach anglosaskich zamiast kilowatów używane są jednostki konie mechaniczne (ang. horse power) [HP], które czasem są oznaczane indeksem „i” (ang. imperial) – czyli [HPi].
Relacja między jednostką konia mechanicznego umieszczonego na tabliczce znamionowej silnika elektrycznego a kilowatem jest następująca:
{\displaystyle \mathrm {1\ HP_{i}=0{,}746\ kW} .}
Należy zwrócić uwagę, że konie mechaniczne na tabliczkach znamionowych silników nie są koniami mechanicznymi metrycznymi, używanymi w Europie do określania mocy urządzeń mechanicznych (np. mocy silników spalinowych). Koń mechaniczny metryczny jest oznaczany w Europie jako [KM], natomiast Amerykanie opisują go często jako [HPm].
Relacja między koniem mechanicznym metrycznym a kilowatem jest następująca:
{\displaystyle \mathrm {1\ HP_{m}=0{,}736\ kW} .}